# Библиотека имени Энн и Роберта Басс
Библиотека имени Энн и Роберта Басс (англ. Anne T. & Robert M. Bass Library) — библиотека библиотечной системы Йельского университета, содержит около 150 тыс. книг по гуманитарным и общественным наукам, DVD-коллекцию фильмов.

## История
В 1967 году в ходе расширения Мемориальной библиотеки Стерлинга было решено из неё выделить в отдельную коллекцию часто используемые книги по гуманитарным и общественным наукам. Чтобы не нарушать общий фасад Мемориальной библиотеки Стерлинга и прилегающих к ней зданий был предложен проект строительства подземной библиотека под газоном Кампуса Креста — сердцевины кампуса Йельского университета.
В январе 1971 года была открыта двухэтажная подземная библиотека площадью 5600 м². с двумя входами, через Мемориальную библиотеку Стерлинга и Кампус Креста. Библиотека была названа Библиотекой Кампуса Креста.
В 2004 году была начата реконструкция библиотеки, которая проводилась на пожертвования в 47,8 млн долларов Энн и Роберта Басс (выпускник Йельского университета). В октябре 2007 году после завершения реконструкции библиотека была открыта вновь. В знак признательности щедрому пожертвованию библиотека получила новое название — Библиотека имени Энн и Роберта Басс.